# Sinotte
Die Sinotte (französisch: Ru de Sinotte) ist ein kleiner Fluss im östlichen Zentral-Frankreich, der im Département Yonne in der Region Bourgogne-Franche-Comté östlich der Stadt Auxerre verläuft.

## Geografie

### Verlauf
Die Sinotte entspringt im südöstlichen Gemeindegebiet von Venoy, entwässert generell Richtung Nordwest weitgehend parallel zur Autobahn A6  und mündet nach rund 16 Kilometern im Gemeindegebiet von Gurgy als rechter Nebenfluss in die Yonne. Im Mündungsabschnitt quert die Sinotte die Bahnstrecke Laroche-Migennes–Cosne.

### Orte am Fluss
(Reihenfolge in Fließrichtung)
- Pontagny, Gemeinde Venoy
- Venoy
- Laborde, Gemeinde Auxerre
- Villeneuve-Saint-Salves
- Sougères-sur-Sinotte, Gemeinde Monéteau
- Gurgy